# God in the Age of Science?
God in the Age of Science?: A Critique of Religious Reason est un livre de 2012 du philosophe néerlandais Herman Philipse, écrit en anglais et publié au Royaume-Uni. Philipse a trouvé son Manifeste athée (1995) rédigé trop hâtivement et superficiellement, et a décidé de mettre en place un ouvrage plus complet pour réfuter systématiquement tous les arguments en faveur de l'existence de Dieu et de l'adhésion à toute forme de théisme,. 

## Contenu et méthode de l'ouvrage
Pour mieux comprendre comment une personne religieuse justifie l'existence de Dieu, Philipse présente un "arbre de décision religieux" qui mène à quatre catégories de théistes. Il commence par demander: La déclaration «Dieu existe» est-elle une affirmation de vérité factuelle? 
Si la réponse est non, la personne interrogée pense que Dieu n'existe pas et n'est qu'une métaphore. Selon Philipse, les défenseurs de cette position suivent la tradition de Ludwig Wittgenstein et sont actuellement représentés par des personnes comme Dewi Zephaniah Phillips et Karen Armstrong.
Si oui, est-il nécessaire d'invoquer une quelconque argumentation (logique) ou preuve (empirique) pour étayer cette affirmation de vérité? 
1. Si la réponse est non, la personne interrogée prétend que Dieu existe réellement, mais que l'on peut affirmer cela sans invoquer aucune argumentation ou preuve. Alvin Plantinga fait partie de ceux qui défendent cette position, visant à expliquer le monde dans le cas où Dieu existe, et que cela reste une question de foi (un axiome ou présupposition, selon Plantinga)[5],
2. Si la réponse est oui, cette argumentation ou ces preuves doivent-elles être de nature scientifique (c'est-à-dire suivre la méthode scientifique).

Il vient alors la question : Y a-t-il une possibilité d'obtenir une preuve de l'existence Dieu à travers ses propres normes? 
1. Si la réponse est non, la personne interrogée prétend que Dieu existe réellement et que l'on peut le prouver, mais pas de manière scientifique. Les défenseurs de cette position utilisent ce que Philipse appelle « des arguments typiquement religieux », tels que la révélation, les textes religieux, l'expérience religieuse, la prière, le parler en langues, etc. Bien que lui-même agnostique, le biologiste évolutionniste Stephen Jay Gould a décrit ce point de vue comme une magistère sans chevauchement (NOMA)[6]: la science et la religion sont deux entreprises entièrement différentes et n'ont rien à dire l'une à l'autre; par conséquent, la science ne peut pas évaluer l'existence de Dieu. Le contraire est l'argument du Dieu bouche-trou, à savoir que si la science ne peut expliquer aucun phénomène donné, la religion peut, souvent en postulant, dire que l'explication vient de Dieu.
2. Si la réponse est oui, la personne interrogée prétend que Dieu existe réellement et que son existence peut être démontrée en utilisant des preuves scientifiques. Cette position est défendue par des gens comme Richard Swinburne[7] et Stephen D. Unwin[8], qui, par exemple, essaient de montrer la probabilité de l'existence de Dieu en utilisant le théorème de Bayes. Le mouvement du design intelligent prétendait posséder des preuves scientifiques du mythe traditionnel de la création divine qui réfuterait la théorie de l'évolution (entre autres faits scientifiques). Mis à part les partisans du dessein intelligent, il existe de nombreux autres mouvements créationnistes à prétention scientifique.

Ensuite, Philipse réfute les arguments de chaque catégorie étape par étape, mais surtout de ceux du dernier cas de figure, à savoir le théorème de Bayes tel qu'utilisé par Swinburne. Sur la base de ses critiques des deux derniers cas (« Dieu est surnaturel » et « l'existence de Dieu est à la portée de la théologie naturelle »), il conclut que:
1. L'existence de Dieu est un prédicat vide de sens, selon les définitions des dualistes et des partisans du surnaturel,
2. Si le théisme avait un sens, il n'aurait aucun pouvoir prédictif sur les preuves existantes, parce que les théistes rendent la revendication irréfutable chaque fois que des preuves du contraire sont expliquées, avec des réponses comme "Dieu travaille de façon mystérieuse" (voir aussi le problème du mal). Les arguments bayésiens sont donc inapplicables,
3. Par conséquent, comme aucune stratégie n'est épistémologiquement satisfaisante, on devrait conclure que l'athéisme est une position scientifiquement plus fondée que le théisme.